# Club Deportivo Social y Cultural Osorno
El Club Deportivo Social y Cultural Osorno, También llamado CDSC Osorno. es un club deportivo de básquetbol que representa a la ciudad de osorno en competencias asociadas a la FebaChile. Como la Liga Saesa. 
Ejerce su localia en el gimnasio Monumental María Gallardo Arismendi; ubicado en el complejo de la Villa Olímpica de Osorno.
Posee una incipiente rivalidad con el Club Español de Osorno apodada el Derby Osornino, surgida gracias a que los clubes coincidieron en la misma categoría en una temporada en la liga Dos, además es un cruce habitual en la liga Saesa y se han enfrentado en competiciones de divisiones inferiores.
CDSC Osorno nace por iniciativa de un grupo de apoderados de las series menores el extinto Club Provincial Osorno con la finalidad de ser un club formativo de básquetbol, teniendo en sus filas las series U9,U11,U13,U15 y U17, además de un plantel adulto. que ha tenido un paso por las categorías nacionales representando a la ciudad.

## Palmarés

### Torneos nacionales
Liga Saesa - Segunda División
- Campeón U13 Liga Saesa: 2018-2019
- Campeón U15 Liga Saesa: 2014
- Campeón U17 Liga Saesa: 2014,2016,2017,2018
- Campeón Adultos Liga Saesa: 2017,2019
- Campeón COPA SAESA Liga Saesa: 2019

Campioni del Domani - 2018
- 5.º Lugar

## Entrenadores
- Sebastián Alonso (2009)
- Carlos Schwarzenberg Arriagada (2009-2014)
- Carlos Schwarzenberg González (2009-2014)
- Cristian Pérez (2010-2012)
- Felipe Guzmán (2011-2012)
- Raúl Aguilar (2011-2012)
- Andrés Miranda (2014)
- Alfonso Muñoz (2012-2015)
- Michel Ruiz (2015)
- Ricardo Bello (2015-2018)
- Pablo Bello (2015)
- Cristian Díaz Mora (2016)
- Carlos Cárdenas (2016)
- Carlos García Sagüez (2017)
- Rodrigo Isbej (2017)
- Yudi Abreu (2018 Domani)
- Ricardo Saldivia (2018 Domani)
- Marcelo Hernández (2018-presente)
- Joel Puerta (2020-presente)

## Presidentes
- Aldo Tarabla (2009-2012)
- Marco Ubilla (2013-2016)
- Andrés Nannig (2016-2018)
- Daniela Ayub (2019-2022)
- Marisol Vera (2023-presente)

## Jugadores destacados
- Felipe Haase
- Andrés Baechler
- Fabián Martínez

## Preseleccionados Nacionales
Categoría U13 - Año 2014
- Jan Fischer
- Cristóbal Hübner
- Josué Jofré
- Álex Nannig

Categoría U14 - Año 2011,2012,2013
- Dante Ubilla
- Mario Adriasola
- Lucas Arismendi
- Felipe Haase
- Eduardo Tello
- Marcelo Pérez

Categoría U15 - Año 2016
- Andrés Baechler
- Fabián Martínez

## Seleccionados Nacionales Pre Mundial U17 Canadá 2018
- Andrés Baechler
- Fabián Martínez